# X&Y
X&Y je třetí album anglické rockové skupiny Coldplay, vydané 6. června 2005 (v severní Americe o den později).
Všechny skladby napsány Guyem Berrymanem, Jonny Bucklandem, Willem Championem, Chrisem Martinem, kromě Talk na které navíc spolupracovali Ralf Hütter, Karl Bartos a Emil Schult.

## Seznam skladeb
1. „Square One“ – 4:47
2. „What If“ – 4:57
3. „White Shadows“ – 5:28
4. „Fix You“ – 4:55
5. „Talk“ (Berryman, Buckland, Champion, Martin, Ralf Hütter, Karl Bartos, Emil Schult) – 5:11
6. „X&Y“ – 4:34
7. „Speed of Sound“ – 4:48
8. „A Message“ – 4:45
9. „Low“ – 5:32
10. „The Hardest Part“ – 4:25
11. „Swallowed in the Sea“ – 3:59
12. „Twisted Logic“ – 5:01 (vlastní skladba končí ve 4:26, následována tichem)
13. „'Til Kingdom Come“ – 4:10
14. „How You See the World“ (bonusová skladba na japonském vydání alba) – 4:04